# Ганс Відмер
Ганс Відмер (нар. 1947), також відомий як P.M., частіше p.m. (псевдонім взятий із найпоширеніших ініціалів у швейцарському телефонному довіднику) ― швейцарський автор.

## Життєпис
Автор та філолог. Відомий своєю анархістичною та антикапіталістичною книгою "боло'боло". Відмер також брав активну участь у сквотах та комуні в Цюриху. Наразі він працює над ОСББ KraftWerk1, яке він створив у 1995 році.

### боло'боло
Назва цієї книги відсилає до боло, або автономної спільноти, що складається з декількох сотень ібу (людей). Ці люди об'єднані зацікавленістю в певному «німа» (наприклад, менталітет або ідеологія). Кожна ібу може змінити своє боло. 
Боло — базова соціальна одиниця у передбаченому утопічно-екологічному майбутньому; сама назва боло — приклад слова зі штучної мови, що називається аза'пілі. 

## Праці

### Книги
- 1980: Weltgeist Superstar, ISBN 3-87877-140-1
- 1982: Tripura Transfer, ISBN 3-87877-172-X
- 1983: bolo'bolo (8th ed. 2003), ISBN 3-907522-01-X; English edition ISBN 0-936756-08-X
- Karthago, ISBN 3-907522-06-0
- 1989: Amberland, ISBN 3-907522-05-2
- 1991: Olten - alles aussteigen (2nd ed. 1995), ISBN 3-907522-08-7
- 1991: Europa? Aufhören! A Pamphlet, 42 p., ISBN 3-907522-10-9
- 1992: Europa-PM
- 1994: Kraftwerk 1 co-author with Martin Blum & Andreas Hofer. Paranoia City, Zürich, ISBN 3-907522-14-1
- 1994: Lego-PM
- 1996: Die Schrecken des Jahres 1000, Rotpunktverlag[en], ISBN 978-3-85869-128-6
- 1997: Kumbi. Die Schrecken des Jahres 1000, Band 2 Rotpunktverlag, ISBN 3-85869-139-9
- 1998: Agbala dooo!,   ISBN 3-907522-17-6
- 1999: Pukaroa. Die Schrecken des Jahres 1000, Dritter Band Rotpunktverlag, ISBN 3-85869-172-0
- 2000: Subcoma,  ISBN 3-907522-19-2[5]
- 2007: AKIBA (English and German), ISBN 978-1-57027-194-6
- 2008: Neustart Schweiz – So geht es weiter (ed. Christoph Pfluger). Edition Zeitpunkt, Solothurn 2008, ISBN 978-3-033-01779-5
- 2012: Manetti lesen oder vom guten Leben. A novel Edition Nautilus, Hamburg 2012, ISBN 978-3-89401-761-3
- 2012: Kartoffeln und Computer. Märkte durch Gemeinschaften ersetzen. Edition Nautilus, Hamburg 2012, ISBN 978-3-89401-767-5

### Театральні вистави
- Die Geburt einer Maschine, uraufgeführt: Rote Fabrik[en], Zürich 1984
- LEGO, Zürich 1994

### Радіодрама
- Tucui, Schweizer Radio DRS[en], 1983

## Дивись також
- Hakim Bey, Immediatism (1994), ISBN 1-873176-42-2, p. 14.

## Зовнішні посилання
- Paranoiacity.ch [Архівовано 19 червня 2020 у Wayback Machine.]
- Baraka.de [Архівовано 12 січня 2019 у Wayback Machine.]
- Cosmotop.de [Архівовано 6 травня 2021 у Wayback Machine.]
- Lyber-eclat.net [Архівовано 18 січня 2008 у Wayback Machine.]
- [Архівовано 18 січня 2008 у Wayback Machine.]
- Eipcp.net [Архівовано 18 серпня 2016 у Wayback Machine.]